# Скаутский галстук

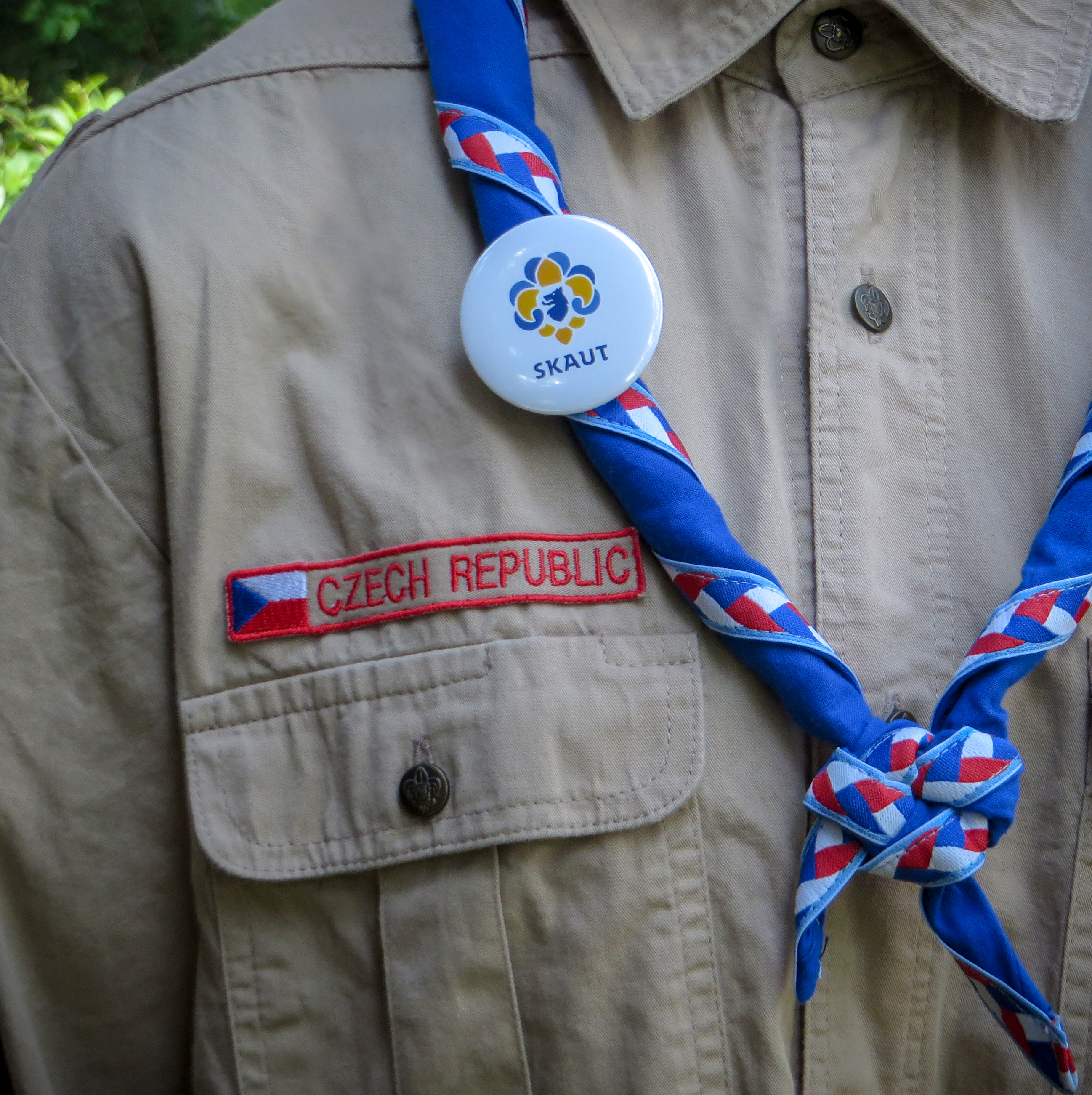
Галстук чешского скаута, который завязан «квадратным» узлом, содержит цвета чешского флага

Ска́утский га́лстук (англ. scout neckerchief) — квадратный отрез ткани, шейный плат, сложенный по диагонали и образующий три угла. Всякая рота (взвод) имеет галстук со своей отличительной расцветкой, а поскольку галстук олицетворяет честь роты, его надлежит содержать в чистоте. Цвета галстука символизируют «лес» (jungle), в котором ведётся основная скаутская «работа», «лес» — собрание «лесных братьев» (Scout Brotherhood), носящих «лесной» позывной, это самый широкий круг тех, кто несёт ответственность за скаутскую «работу». Концы галстука скрепляют узлом либо зажимом (кольцом верёвочным, металлическим, костяным или из любого материала). Галстук уберегает шею от солнечных ожогов и может служить вспомогательным целям, например, в качестве бандажа и верёвки при крайней необходимости. Некоторыми завязываются узелки на концах галстука в напоминание об обещании (присяге). Большой конец галстука на шее может содержать описание «лесного» позывного. По краю галстука может быть пришита кайма расцветки роты. Галстук символизирует жизнь в скаутской «игре», получают при вступлении в организацию и заменяют при карьерном продвижении.

## Узел
Первоначально галстук завязывали «прямым» узлом, ныне считающимся «пионерским». Сегодня галстук также завязывают особым «квадратным» узлом при условии, что этот узел носит вся рота. Узел — незатягивающийся ради безопасности детей, в отличие от классического мужского галстука с затягивающимся узлом наподобие удавки.

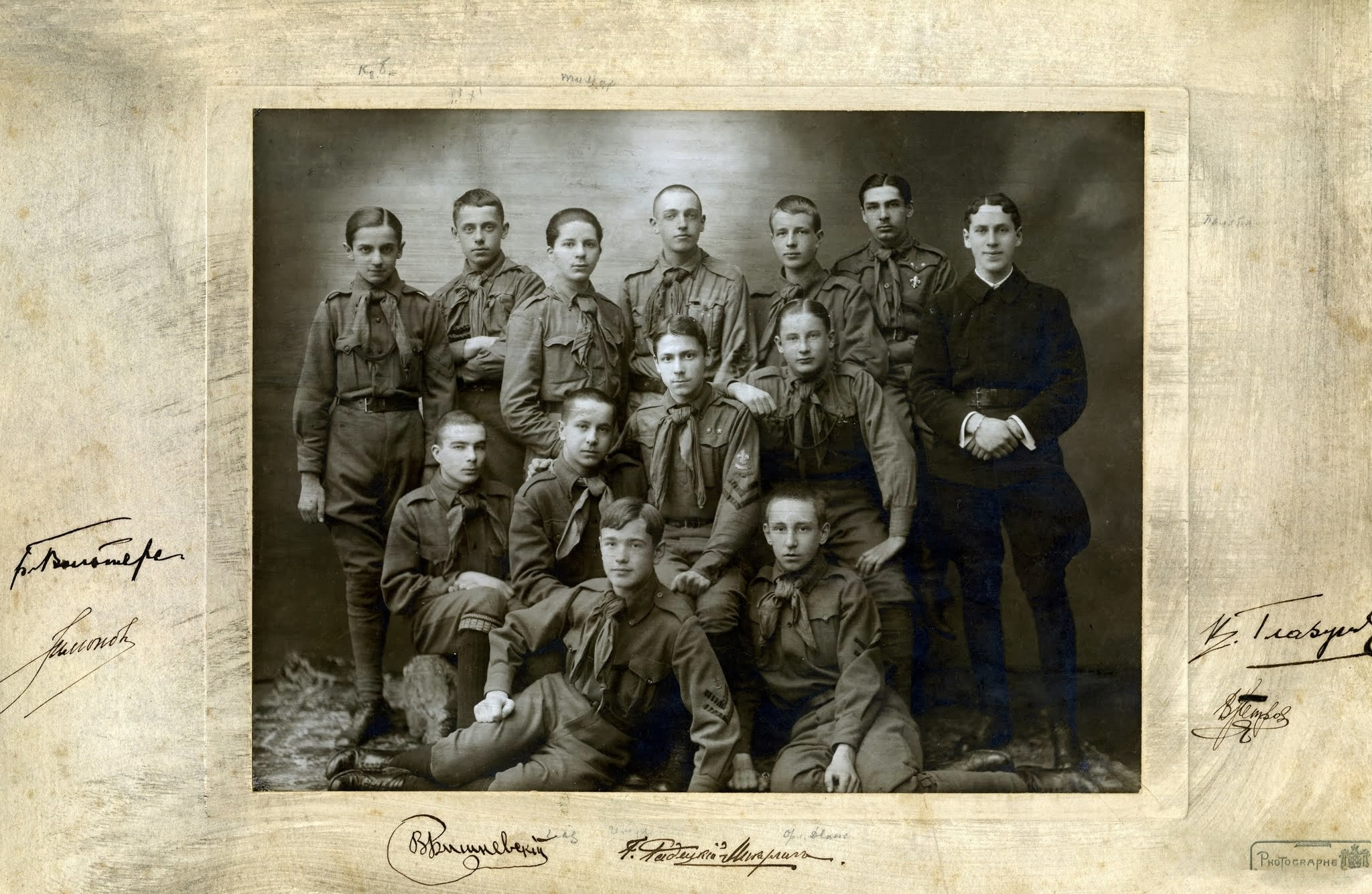
Царскосельский скаутский отряд, 1917 год. На галстуках отсутствуют зажимы, завязаны «прямыми» узлами, как позднее пионерские галстуки
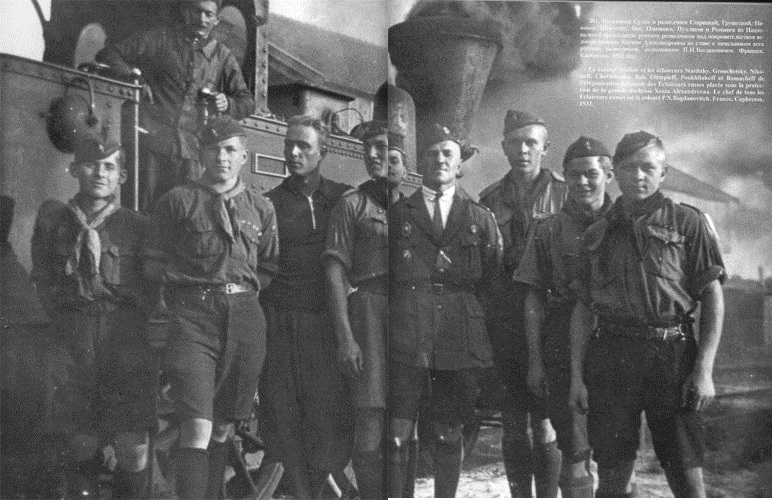
Скауты НОРРа в галстуках, завязанных «прямыми» узлами. Франция, Капбретон, 1931
Способ завязывания галстука пионерами СССР
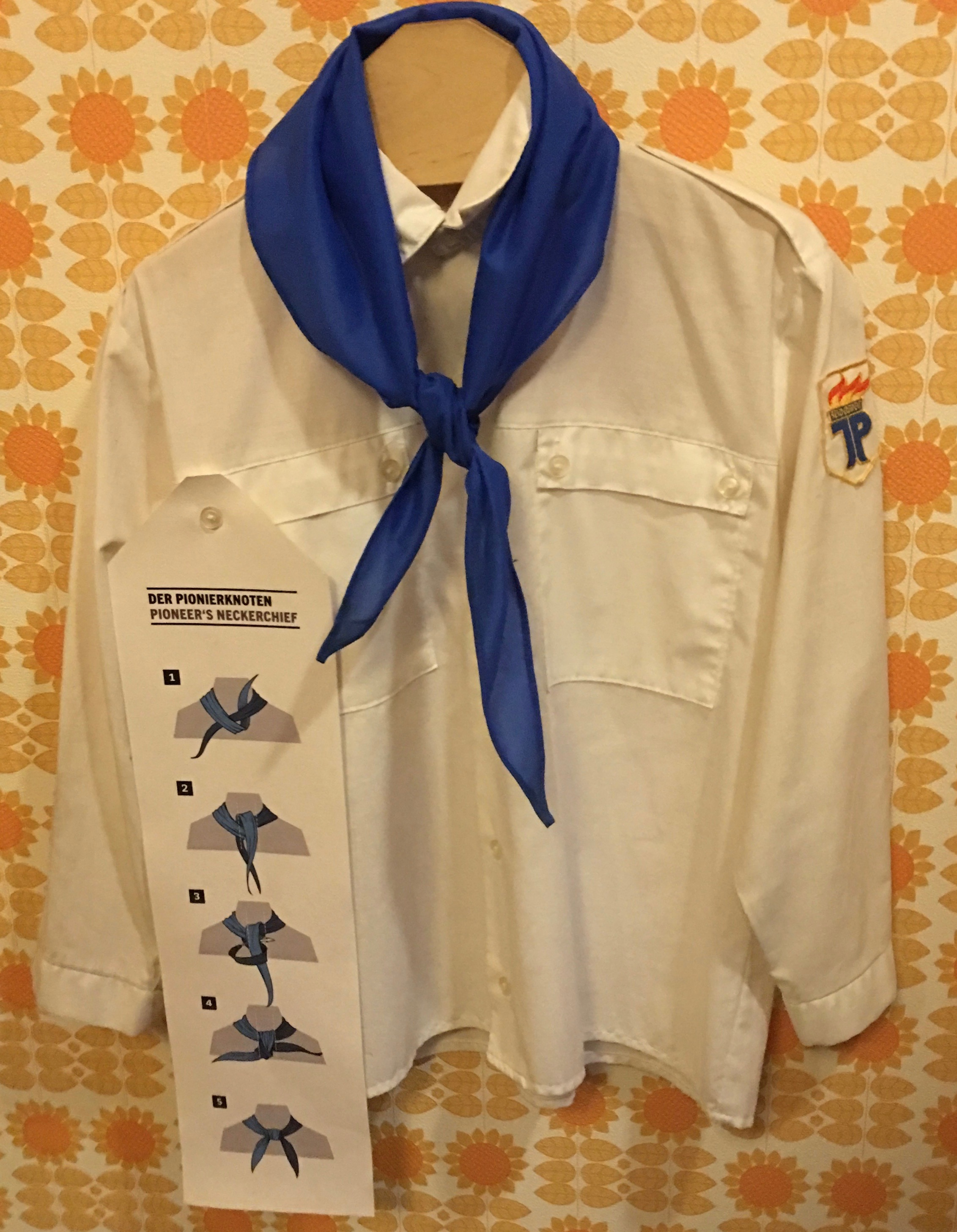
Способ завязывания галстука пионерами ГДР
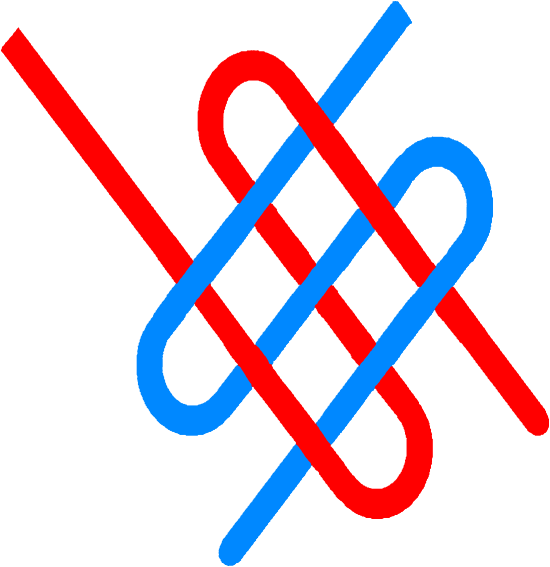
Способ завязывания скаутского «квадратного» узла
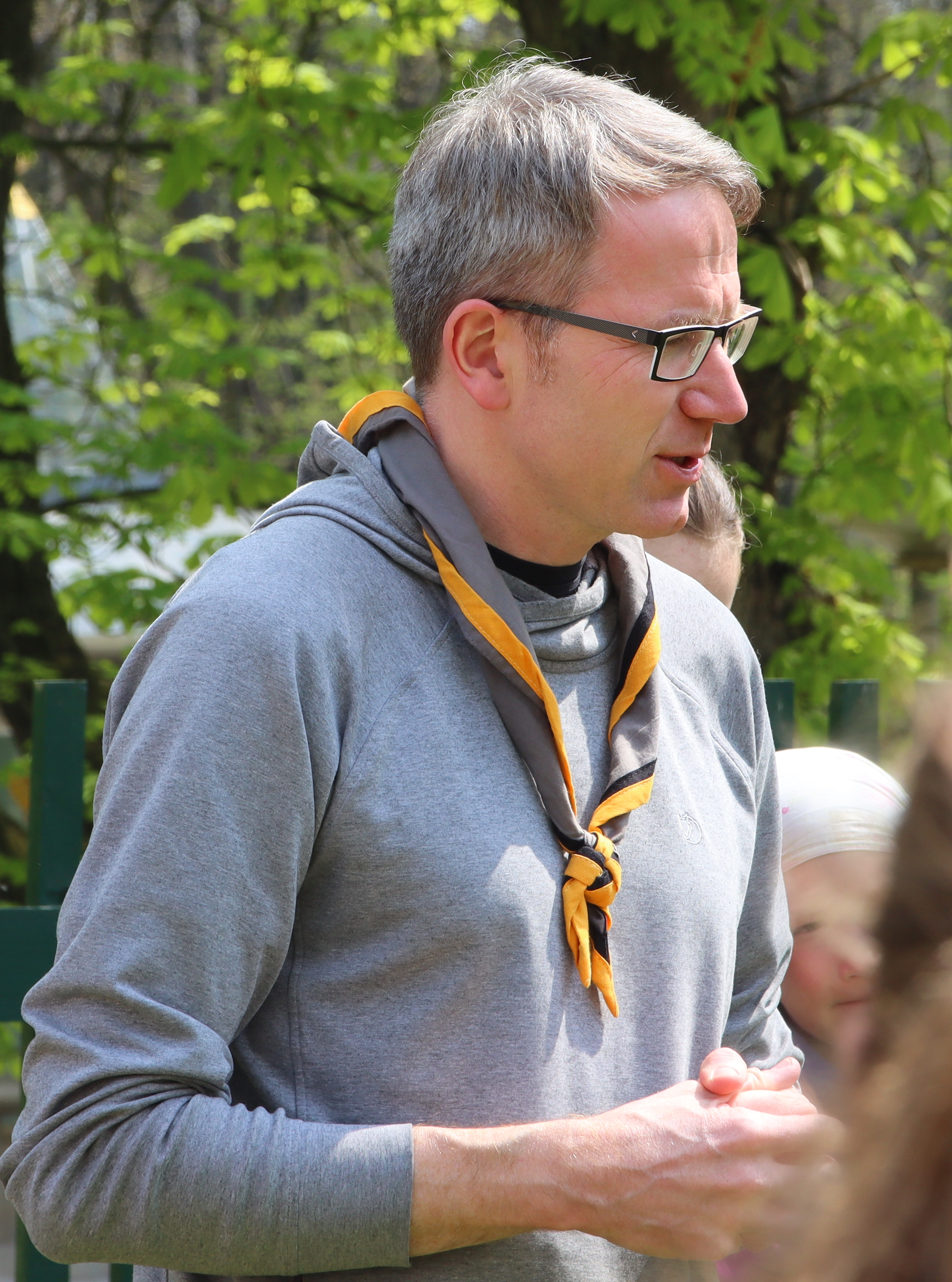
Йозеф Прокеш[чеш.] в скаутском галстуке, завязанном «квадратным» узлом

## Зажим
Зажим представляет собой кольцо, в которое вдевают концы галстука. Зажим носится так, чтобы носящий, не нагибая голову вперёд и приподняв галстук перед собой, касался бы им своего носа. Зажим сплетён из кожаного шнурка квадратного сечения особым узлом в три оборота. Руководители, окончившие курсы, имеют право носить особые зажимы, сплетённые тем же узлом, однако из толстого кожаного шнура круглого сечения в два оборота. Этот зажим может сопровождаться кожаным шнуром вокруг шеи, завязанным ниже зажима в «плоский» узел, с «косточками» на концах. Подобный зажим первоначально был установлен Баден-Пауэллом для прошедших Гильвеллские курсы.

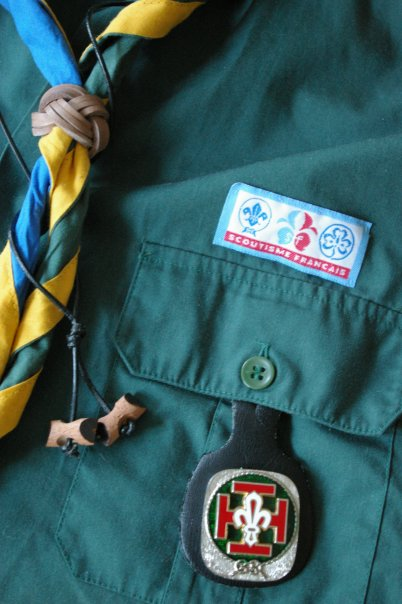
Зажим «узлом» на галстуке руководителя, окончившего курсы, под которым завязан «плоский» узел с «косточками»
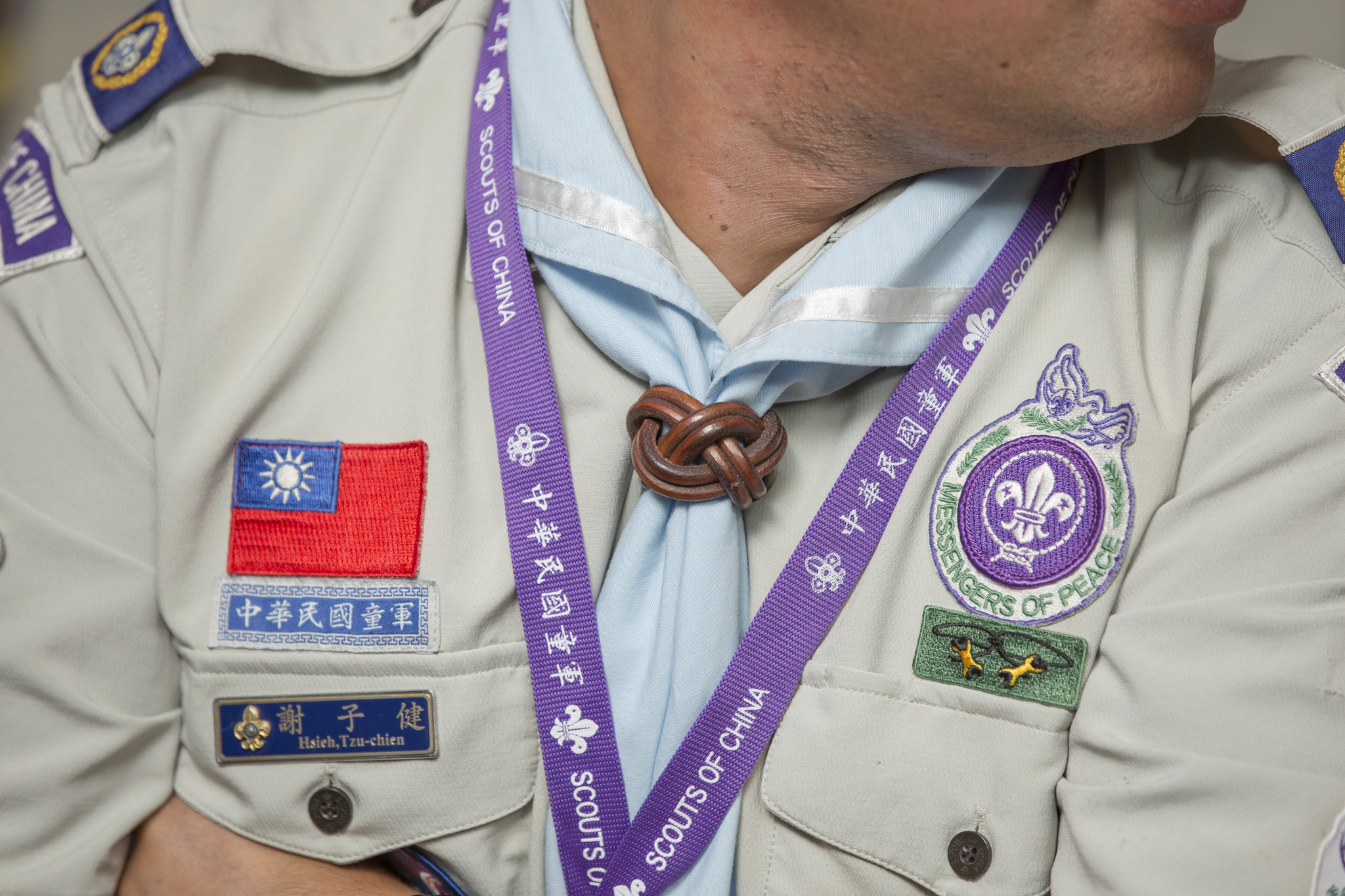
Зажим из двух полосок на галстуке руководителя, окончившего курсы
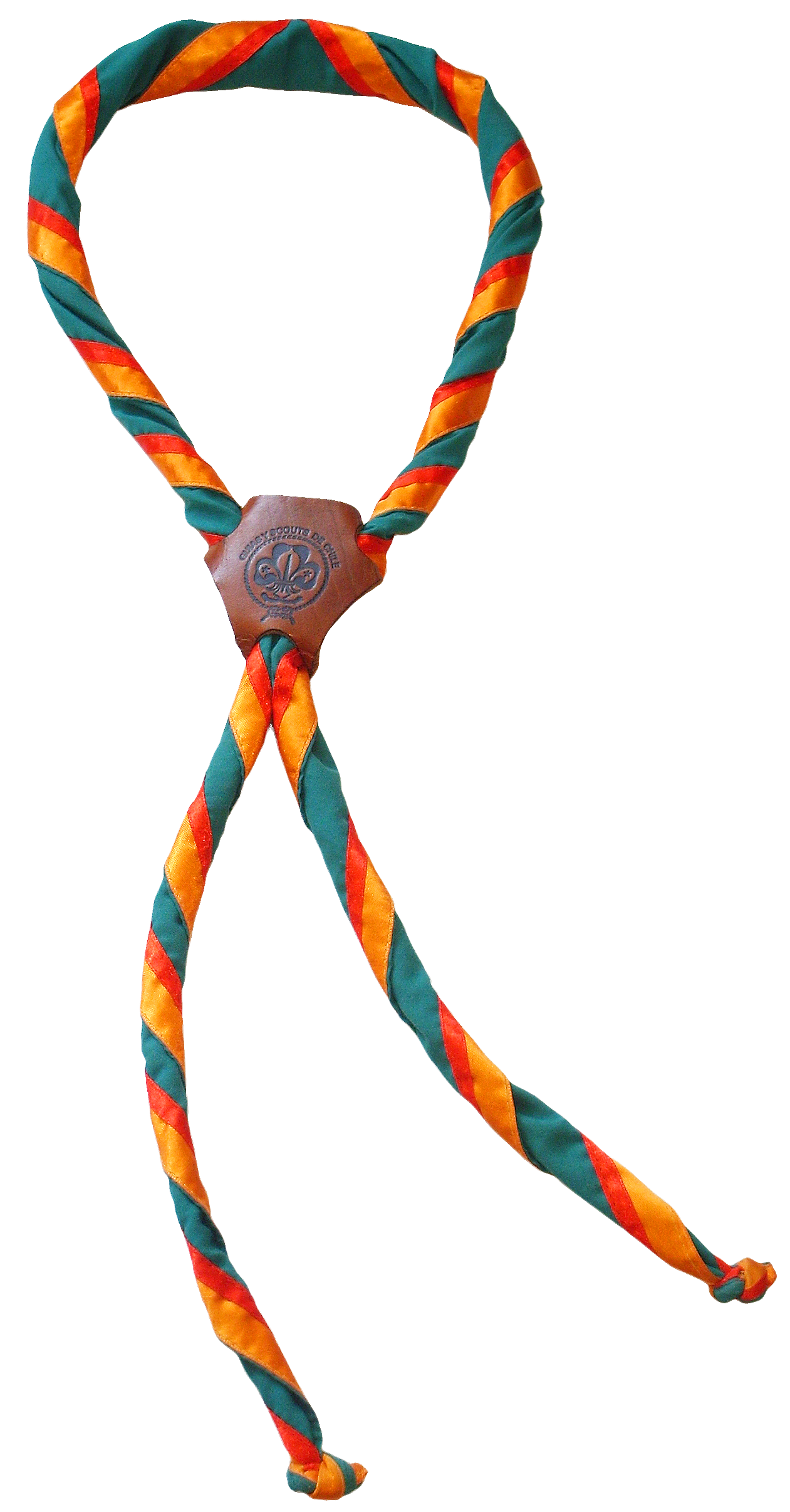
Вид кожаного треугольного зажима с тремя отверстиями для галстука
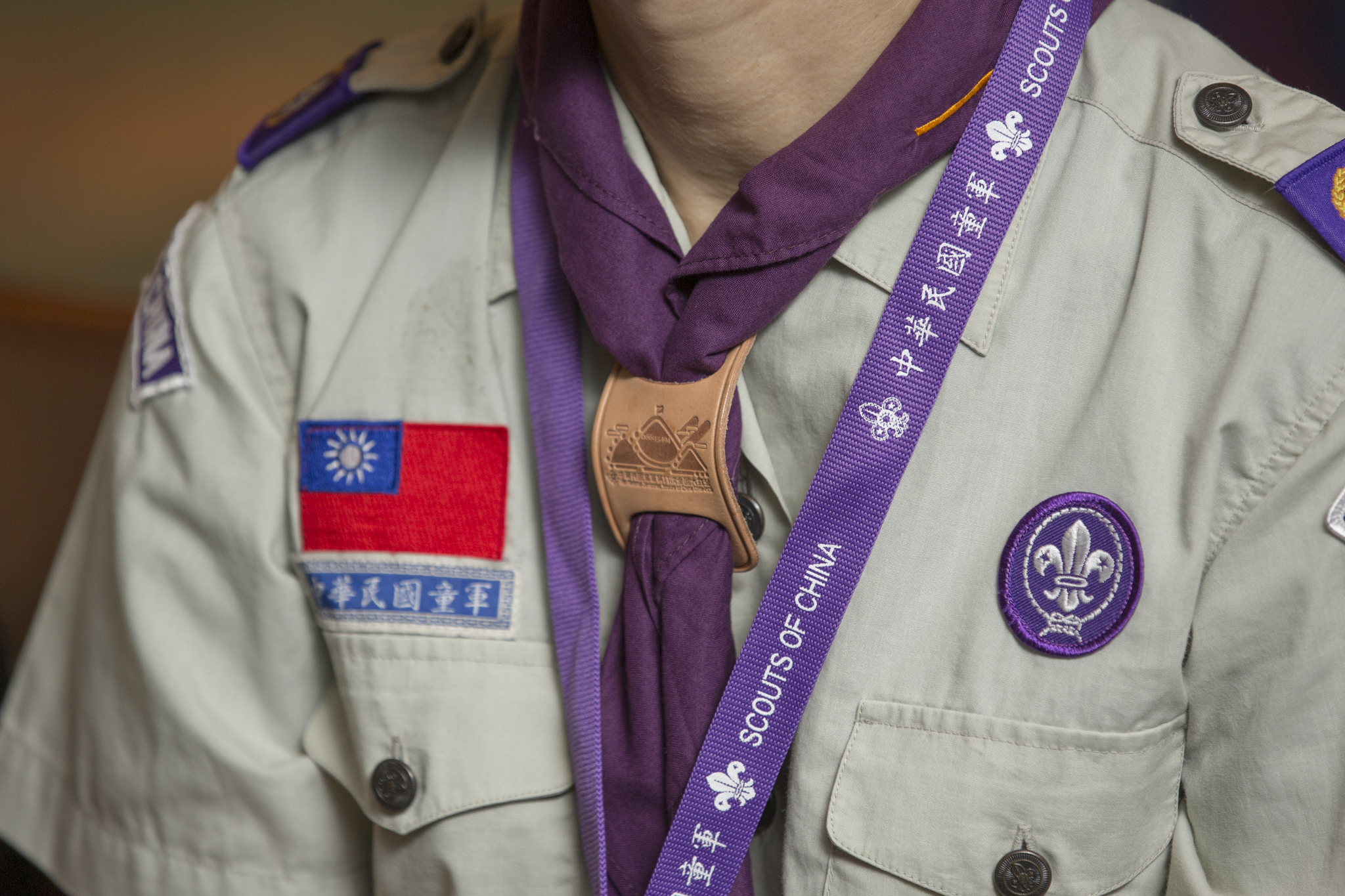
Вид кожаного квадратного зажима с двумя отверстиями для галстука
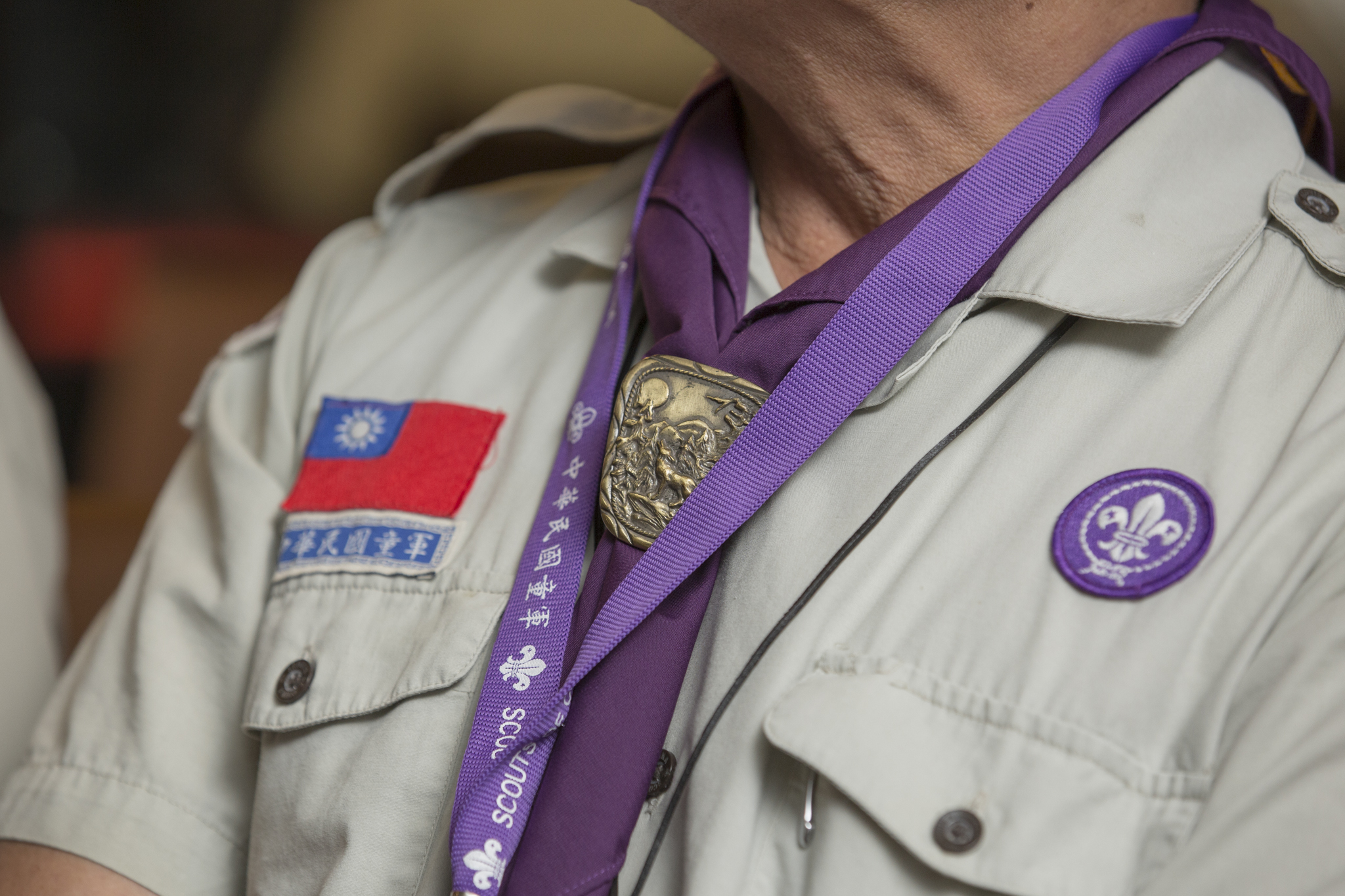
Металлический зажим-значок
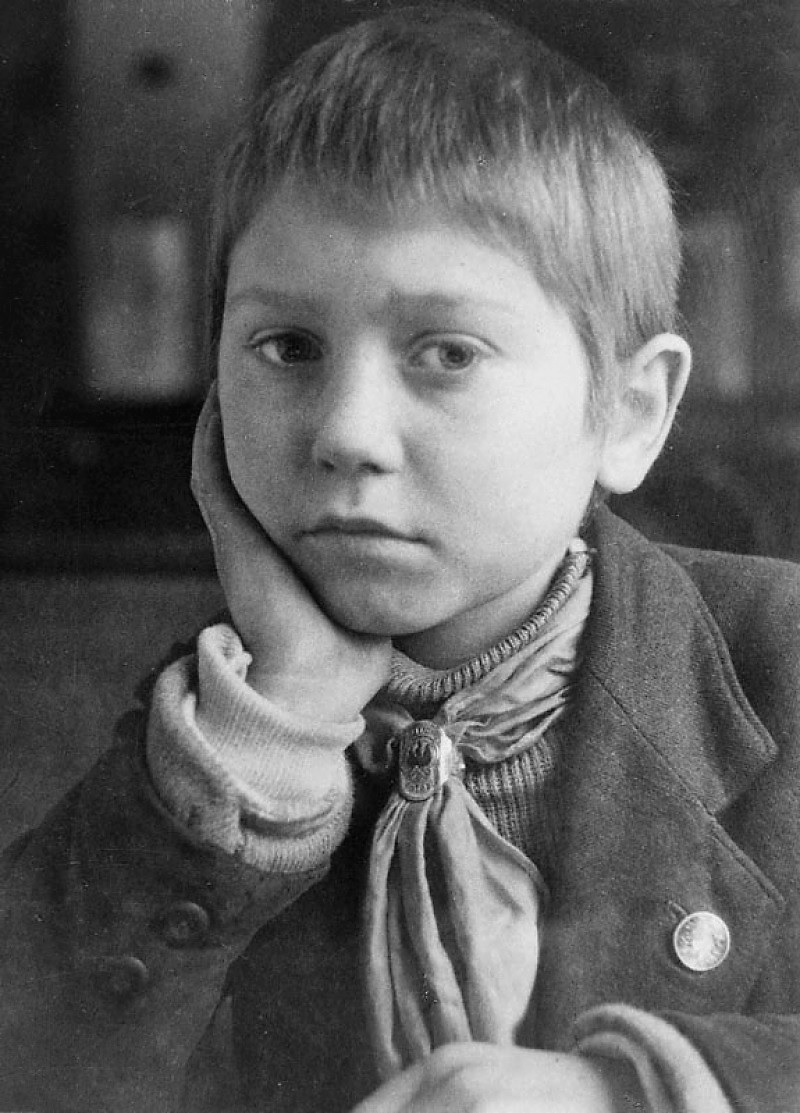
Пионерский зажим для галстука

## Расцветка
Цветам галстука может придаваться своё значение в каждом скаутском национальном подразделении, например:
коричневый — символизирует гумус, низший уровень, начинающие скауты;
жёлтый — символизирует «горение», энтузиазм, полноправные скауты;
зелёный — символизирует крону деревьев, опеку низшим, руководство;
белый — символизирует воздух, идеи, высший уровень.

## Отличия скаутского галстука от пионерского
- Скаутский галстук имеет форму квадрата (пионерский галстук имеет форму треугольника)
- Скаутский галстук может быть разных цветов, имеет окантовку цвета роты, единство в многообразии, национален (пионерский галстук может быть лишь единого красного цвета, единообразен, интернационален)
- Скаутский галстук складывают пополам по диагонали так, чтобы четвёртый угол был скрыт, скручивают в жгут (пионерский галстук не имеет скрытого угла и не скручивают)